# ぷらイム
ぷらイム（Prhymx）は、2006年10月27日シャルトルーズでの演奏会を機に結成された、テルミン演奏者大西ようことギター&ヴォーカルを担当するぷらのユニット。

## 演奏
通常はテルミンとギター&ヴォーカルというユニットで演奏するが、年に1回ゲストを招いての演奏会、ぷらイム迎賓館も行なっている。
- 第1回
2009年2月14日　松本記念音楽迎賓館（世田谷）
バレンタインに送るマリンバとテルミンの調べ
マリンバ - 吉岡 孝悦
- 第2回
2010年1月30日　すみだトリフォニー小ホール（墨田区）
ぷらイム迎賓館　〜with　野谷恵[1]〜
ピアニスト - 野谷 恵

## CD・DVD
- 『 弐ノ月・蒼 〜 Once in a Blue Moon 〜 』 2007年10月制作
- 『 燦々・碧 〜 The 3rd Album 〜 』 〜 9台8種類のテルミンによる 〜 2010年1月制作
平成22年度（第65回）文化庁芸術祭参加作品[2]

## メンバー
- 三谷郁夫（ぷら） ギター&ヴォーカル
2歳の時、ラジオから流れるフランク永井の『夜霧の第二国道』を節回しまで完璧にコピーし、周囲を驚かせる。
1973年TBSテレビ銀座NOWヤングコンテストにて第2代グランドチャンピオン。
その後弾き語り、ラジオCMソング等で活躍し、1981年『よわむし』（コロンビアレコード）リリース。
- 大西ようこ（ようこ） テルミン
お茶の水大学、東京大学大学院で物理学を学び、後にロシアの物理学者テルミン博士の発明した「テルミン」と出会い、テルミン奏者となる。やの雪・竹内正実に師事。
ソロや、デュオで活躍の他、やの雪率いるテルミンオーケストラに参加。
実相寺昭雄監督の遺作となった「シルバー假面」のサントラや、テレビアニメの効果音等でもテルミンを弾いている。「ゲゲゲの鬼太郎」（フジテレビ）「妖逆門」（テレビ東京）

身体表現としてのテルミン演奏に、早くから強い関心を持ち、日本で初めてYouTubeにテルミンの演奏動画を載せたのは、大西ようこである。
大船の私立清泉女学院高等学校にて、定期的にテルミンの授業を行い、後進の育成にもつとめている。